# Warbel
Die Warbel ist ein wenige Meter breiter Wasserlauf von ca. 22 km Länge in Mecklenburg-Vorpommern.
Die Warbel hat keine klar definierte Quelle, sie erhält beginnend bei Selpin (Landkreis Rostock) Zuflüsse von Gräben wie dem Finkenbach. Sie fließt durch die Gebiete der Gemeinden Walkendorf, Lühburg, Behren-Lübchin nach Gnoien, das sich als Warbelstadt bezeichnet und mündet etwa 1,5 km nördlich von Wasdow in die Trebel.

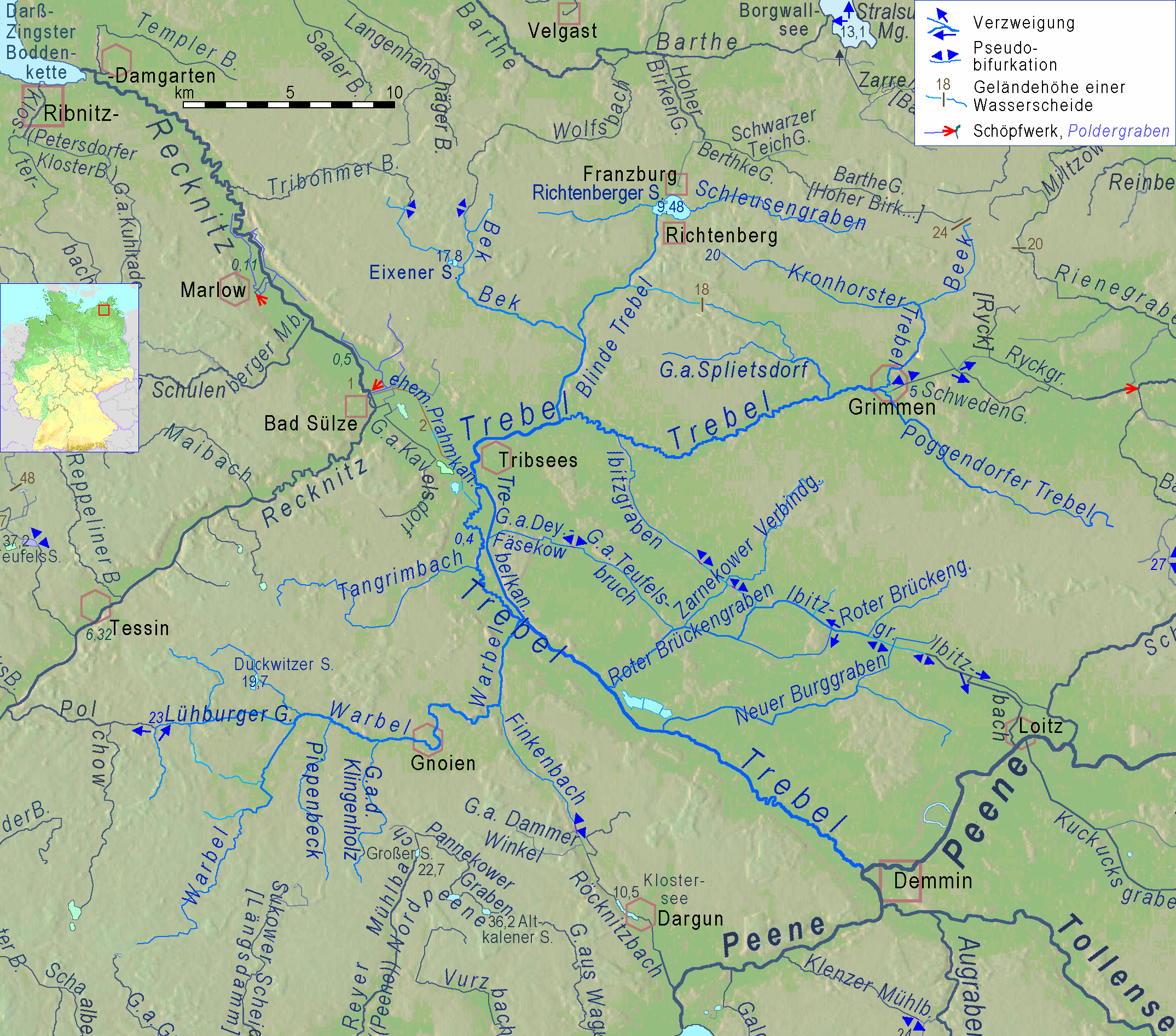
Die Warbel im Südwesten des Einzugsgebietes der Trebel